# 로어허트 시티 AFC
노어허트 시티 AFC(Lower Hutt City Association Football Club)는 뉴질랜드 로어허트에 있는 축구단이다. 현재 센트럴 리그에 참가하고 있으며, 웰링턴 피닉스의 팜팀으로 활동 중이다.

## 선수 명단

### 역대
틀:캐피털 프리미어 (뉴질랜드)